# Werner Scharff
Werner Scharff, né le 6 août 1912 à Posen et mort le 16 mars 1945 au camp de concentration de Sachsenhausen, est un résistant juif allemand au nazisme.

## Biographie
Werner Scharff effectue un apprentissage d'électricien. En 1938, il épouse Gertrud Weissmann : le couple, juif, tente d'émigrer mais c'est un échec. À partir de 1941, Scharff est électricien à la synagogue Levetzowstrasse de Berlin-Moabit, qui est utilisée par les SS comme point de rassemblement des déportations depuis 1941. Cela a donné à Scharff un aperçu de la cruauté des nationaux-socialistes et du sort fatal de ceux qui sont persécutés. Il tente d'aider du mieux qu'il peut, en collectant des messages, de la nourriture et des objets de valeur auprès des prisonniers ou en les faisant sortir clandestinement de leurs maisons déjà scellées, et en les transmettant à leurs proches. Grâce à des contacts avec des responsables de la Gestapo, il a accès aux listes d'expulsion et réussit à prévenir des amis et connaissances d'une arrestation imminente.
Lorsque les paroissiens sont déportés à l'été 1943, Scharff disparaît dans la clandestinité, le 10 juin. Six semaines plus tard, le 14 avril, il est arrêté par la Gestapo et déporté dans le ghetto de Theresienstadt. Le 7 septembre, il s'évade du ghetto avec son amie Fancia Grün (1904-1945). Pourvu de l'adresse d'une cachette possible qu'il avait reçue de son codétenu Günter Samuel, il se rend à Berlin. L'adresse est celle de Hans Winkler, greffier judiciaire et également opposant aux nazis.
Werner Scharff a des projets pour organiser la résistance mais il a besoin d'aide. Hans Winkler est prêt à l'aider, car avant même que la guerre n'éclate, avec Günter Samuel et Erich Schwarz, il a constitué un groupe de résistance à Luckenwalde pour sauver les Juifs menacés de déportation. Entre autres choses, Hans et Frida Winkler accueillent son neveu juif Eugen Herman-Friede, et bien d'autres. Le groupe est par la suite connu sous le nom de « Communauté pour la paix et le développement », nom choisi en 1944.
Grâce à son poste au tribunal de district, Winkler a eu l'occasion d'établir des passeports et de délivrer des certificats de décès pour les Juifs qu'ils ont hébergés. Il dispose de connaissances qui lui fournissent des cartes de rationnement et des logements. Scharff prend peu à peu la tête de l'organisation qui se compose principalement d'amis et de connaissances. Il met en place des chaînes de lettres et une distribution de tracts à grande échelle où ils appellent la population à réfléchir, à résister et à mettre fin à la guerre. À leur domicile, ils abritaient en permanence entre six et dix Juifs recherchés.
Beaucoup, en particulier son épouse, estiment que l'organisation agit avec trop de négligence et d'insouciance. Une des membres du groupe, Hilde Bromberg, est arrêtée à la suite d'une dénonciation de l'épouse de l'éditeur et libraire August Bonneß Jr. (1890-1944), arrêté en avril 1944 et condamné à mort par le Volksgerichtshof. Après l'arrestation d'Hilde Bromberg, la Gestapo traque le groupe et arrête Scharff le 14 octobre 1944. II est emmené à la prison d'Alexanderplatz et brutalement interrogé. Peu de temps après, Hans Winkler et de nombreux autres membres de l'organisation sont également arrêtés.

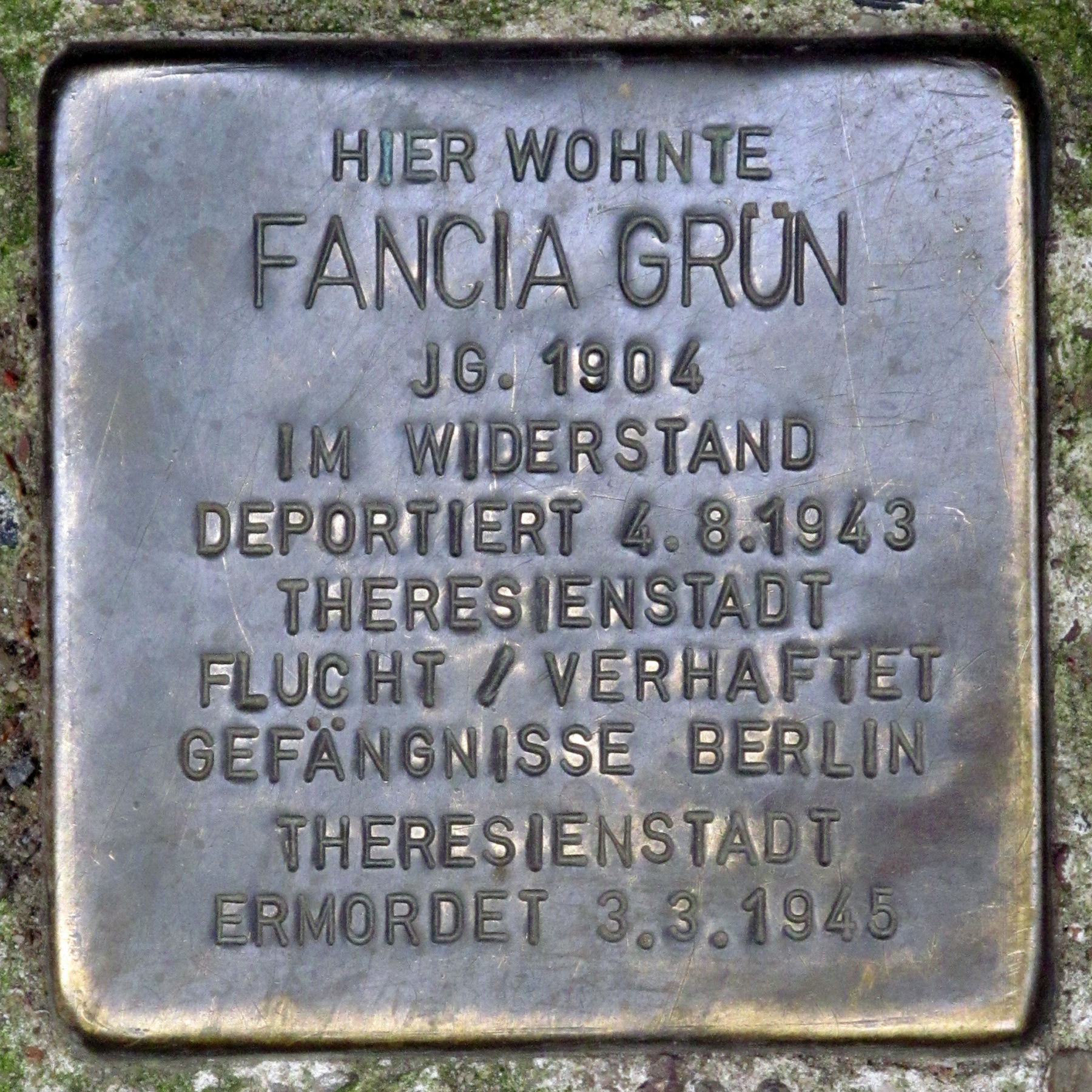
Stolperstein à la mémoire de Fancia Grün.

Fin 1944, Scharff est envoyé au camp de concentration de Sachsenhausen, où il est assassiné par les SS le 16 mars 1945 ; Fancia Grün est exéutée le 3 mars. De nombreux membres du groupe ne doivent leur survie qu'à la fin de la guerre

## Sources
- (de) Eugen Herman-Friede: Für Freudensprünge keine Zeit: Erinnerungen an Illegalität und Aufbegehren 1942 - 1948. Metropol, Berlin 1991, SBN 3-926893-11-7.
- (de) Hans-Rainer Sandvoß: Widerstand in Kreuzberg. Gedenkstätte Deutscher Widerstand, Berlin 1997.